# Orbitaplast

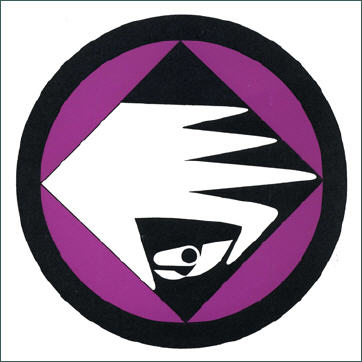
"Sie haben es in der Hand" – erstes Logo des VEB Orbitaplast, 1966

Der VEB Orbitaplast war ein volkseigener Betrieb im Volkseigenen Kombinat Chemische Werke Buna, der Kunststoff-Halbzeuge für eine Weiterverarbeitung produzierte.
Im Hauptbetrieb in Weißandt-Gölzau sowie in den Betriebsteilen Osternienburg, Westeregeln und Karl-Marx-Stadt beschäftigte der größte Kunststoffproduzent der DDR im Jahre 1989 etwa 3.800 Arbeiter und Angestellte. So wurden zum Beispiel sämtliche in der Republik verwendeten Quark-, Butter- und Joghurtbecher aus in Weißandt-Gölzau produzierten Kunststofffolien hergestellt.

## Geschichte

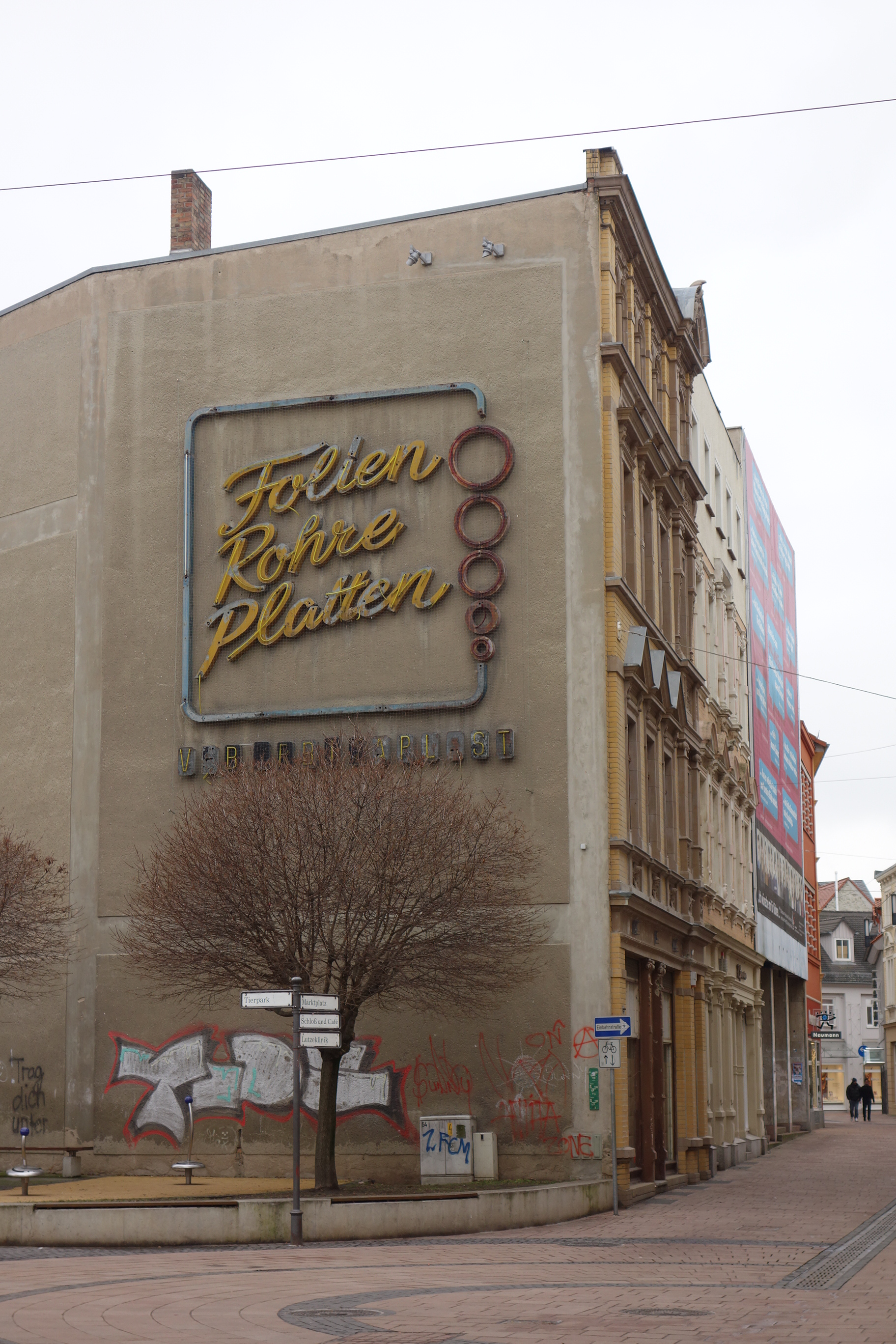
Leuchtreklame für den VEB Orbitaplast an einer Hauswand in Köthen (Anhalt)

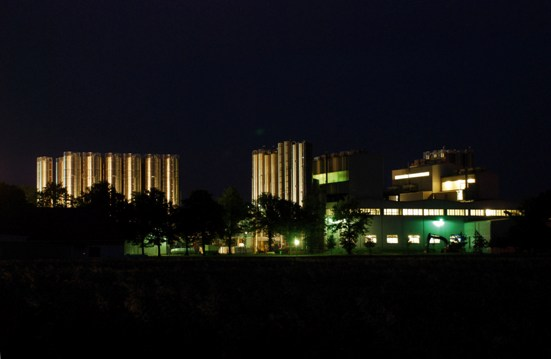
Heutige Industrieanlagen der ORBITA-FILM GmbH in Weißandt-Gölzau

Am 8. August 1963 fasste der Ministerrat der DDR den Beschluss zur Stilllegung des "VEB Kombinat Gölzau" in Weißandt-Gölzau. Unter den damaligen Bedingungen war die Förderung von Braunkohle unter Tage zu teuer. Die begonnene Erschließung des Mößlitzer Feldes mit einem Kohlevorrat für weitere 25–30 Jahre zur Versorgung des Schwelwerkes wurde nicht fortgeführt.
Gleichzeitig propagierte die DDR den Aufbau einer Kunststoffindustrie, wobei als Standort auch Weißandt-Gölzau gewählt wurde. Als Zeichen für die Leistungsfähigkeit einer weltmarktfähigen Chemieindustrie in der DDR sollte dort ein Vorzeigebetrieb entstehen. Am 24. Juli 1964 erfolgte die Grundsteinlegung des neuen Betriebes "VEB Gölzaplast" in unmittelbarer Nähe zum alten Braunkohlenwerk. Der Probebetrieb der Anlagen zur Herstellung von Plasthalbzeugen aus Polyethylen (PE) begann am 14. Dezember 1965. Die Jahreskapazität des Betriebes war für eine Produktion von 10.000 Tonnen PE-Folie und 5.000 Tonnen PE-Rohre geplant. Zum Zwecke der weltweiten Vermarktung wurden die Produkte des Betriebes markenrechtlich geschützt. Fortan wurden unter dem Markennamen „Gölzathen“ Polyethylen- und unter „Gölzalit“ PVC Produkte in über 60 Länder der Welt exportiert.
Mit seinem Markenzeichen, einem aus einer Folienbahn und einem Rohr stilisiertem kleinen „g“ für Gölzau und dem Slogan "Sie haben es in der Hand", erreichten in den Folgejahren und der nach Fusion mit dem Eilenburger Chemiewerk 1969 gebildete VEB Orbitaplast weltweite Bekanntheit und Anerkennung. Die verbaute Investitionssumme für das neue Plasthalbzeugwerk belief sich auf 76 Millionen Mark. Als zweite Ausbaustufe wurde 1966 mit der Herstellung von PVC-Folien im Kalandrierverfahren begonnen.
Am 1. April 1969 wurde durch Zusammenschluss der Werke Gölzau und Eilenburg der VEB Orbitaplast gebildet, dem in den folgenden Jahren Betriebsteile in Westeregeln, Osternienburg und Karl-Marx-Stadt zugeordnet wurden. Seit dem Frühjahr 1966 nahm der Betrieb auch an der Leipziger Messe teil, seit 1969 jedoch nur noch auf dem Gemeinschaftsstand des "VE Kombinat Chemische Werke BUNA". Bereits 1974 wurde der Betrieb in Eilenburg wieder aus dem VEB Orbitaplast herausgelöst und erhielt seine Selbstständigkeit zurück.
Neben der Jahresproduktion an PE- und PVC-Halbzeugen zwecks Weiterverarbeitung in der Lebensmittel- und Baustoffindustrie wurden auch Konsumgüter produziert. Als "Bückware" (Produkte wurden unter dem Ladentisch gelagert und nur an gute Kunden abgegeben) zu vergleichsweise hohen Preisen kamen diese Produkte in den Handel. In größeren Mengen verfügbar und deshalb mehr in der DDR bekannt wurden die Frisbee-Wurfscheiben aus dem Betriebsteil Westeregeln.
Ein Großbrand verursachte am 29. August 1986 einen Millionenschaden im Hauptbetrieb und brachte Weißandt-Gölzau an den Rand einer Katastrophe. Durch Unachtsamkeit entstand in der PVC-Abteilung des Betriebes ein Brand, welcher sich durch verletzte Brandschutzbestimmungen schnell ausbreitete und infolgedessen eine Person getötet wurde. Die Rauchentwicklung war so stark, dass die benachbarte Fernverkehrsstraße 183 gesperrt werden musste. Die gewaltige Rauchwolke zog wegen des starken Westwindes vom Ort weg. Die Generalinstandsetzung zog sich über fünf Jahre hin. Das Ereignis wäre vermeidbar gewesen, da es einen ähnlichen Vorfall bereits 1984 im Betriebsteil Karl-Marx-Stadt gab.
Mit der Wirtschafts- und Währungsunion am 1. Juli 1990 wechselte der Betrieb seine Gesellschaftsform und wurde zur ORBITAPLAST GmbH umfirmiert. Mit der Währungsunion wurden sämtliche Guthaben des Betriebes durch die Treuhandanstalt eingezogen. Obwohl der Gesamtbetrieb im August 1990 aufgrund bestehender Lieferverpflichtungen mit westlichen Staaten wieder schwarze Zahlen schrieb, wurde die ORBITAPLAST GmbH zerschlagen und die Abteilungen und Teilbereiche privatisiert. Die gesamte Belegschaft im Betrieb wurde in den Jahren bis 1993 entlassen. In verschiedenen Folgebetrieben fanden einige wieder Arbeit.
So produziert die neu gegründete ORBITA-FILM GmbH, die 2013 zu Polifilm Extrusion umfirmierte, seit 1991 am Standort Weißandt-Gölzau Kunststofffolien aus Polyethylen. Der Betrieb der POLI-FILM Gruppe ist jedoch nicht Rechtsnachfolger der ORBITAPLAST GmbH. Mit einem Produktionsvolumen von 190.000 Tonnen und einem Jahresumsatz von über 155 Millionen Euro ist das Unternehmen der größte Hersteller von Kunststofffolien in Europa und belegte im Jahr 2005 Platz 32 der umsatzstärksten Firmen in Sachsen-Anhalt.

## Produktionsprogramm

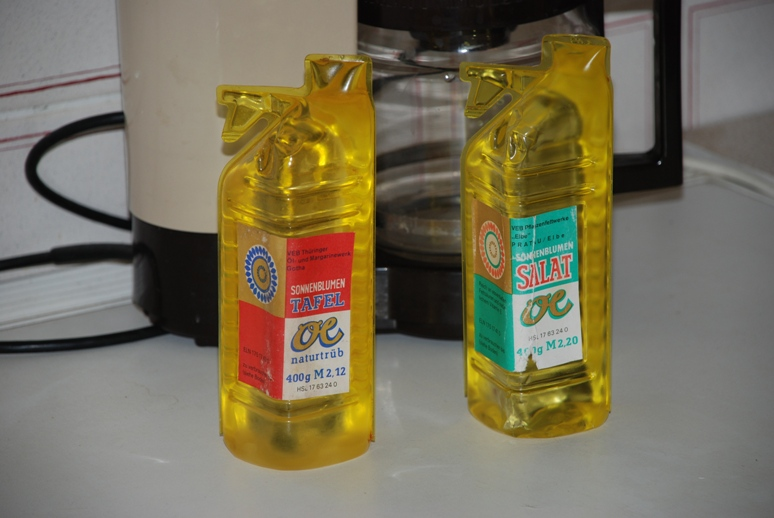
Speiseölflaschen aus PVC-Folien des VEB Orbitaplast um 1988

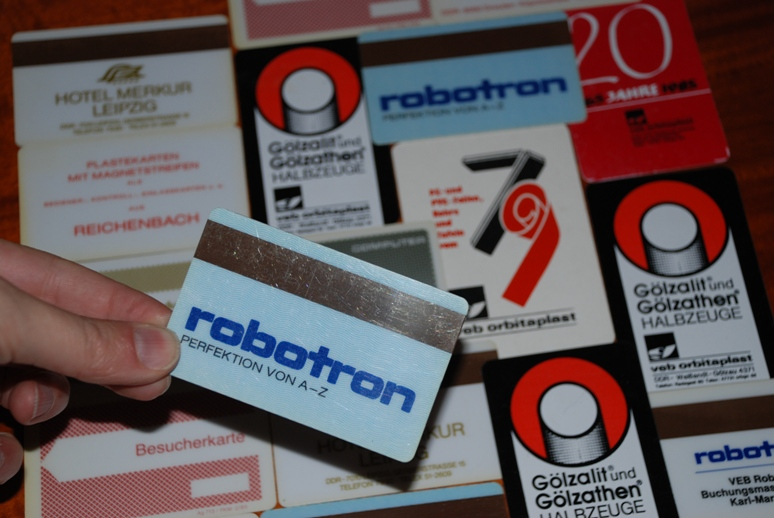
Magnetkarten als Datenträger aus kaschierten PVC-Folien des VEB Orbitaplast um 1985

Die Produktpalette umfasste im Hauptbetrieb Weißandt-Gölzau unter anderem:
- Erzeugnisse aus Polyethylen (Markenname: Gölzathen)
  - Gölzathen-Folien niederer und hoher Dichte
  - Gölzathen-Säcke selbsttragend
  - Gölzathen-Rohre

- Erzeugnisse aus PVC (Markenname: Gölzalit)
  - Gölzalit-Folie
  - Gölzalit-Wasserschlauch
  - Gölzalit-Muffendruckrohre und Fittings
  - Gölzalit-Kanalrohre und Fittings
  - Gölzalit-Abflussrohre
  - Gölzalit-Welldränrohre

Die Betriebsteile (BT) produzierten Polystyrolschaumstoff (BT Osternienburg), Kunststoffformstücke und -fittings (BT Westeregeln) oder PVC-Folien (BT Karl-Marx-Stadt).